# Mauritiinae
Sous-tribu
Genres de rang inférieur
- Lepidocaryum Mart.
- Mauritia L. f.
- Mauritiella Burret

Mauritiinae est une sous-tribu de plantes à fleurs  appartenant à la tribu des Lepidocaryeae, de la sous-famille des Calamoideae au sein de la famille des palmiers (Arecaceae). 
Ce groupe comprend des palmiers des régions tropicales de l'Amérique du Sud.

## Classification
- Sous-famille des Calamoideae
  - Tribu des Lepidocaryeae
    - Sous-tribu des Mauritiinae[1],[2]

### Galerie

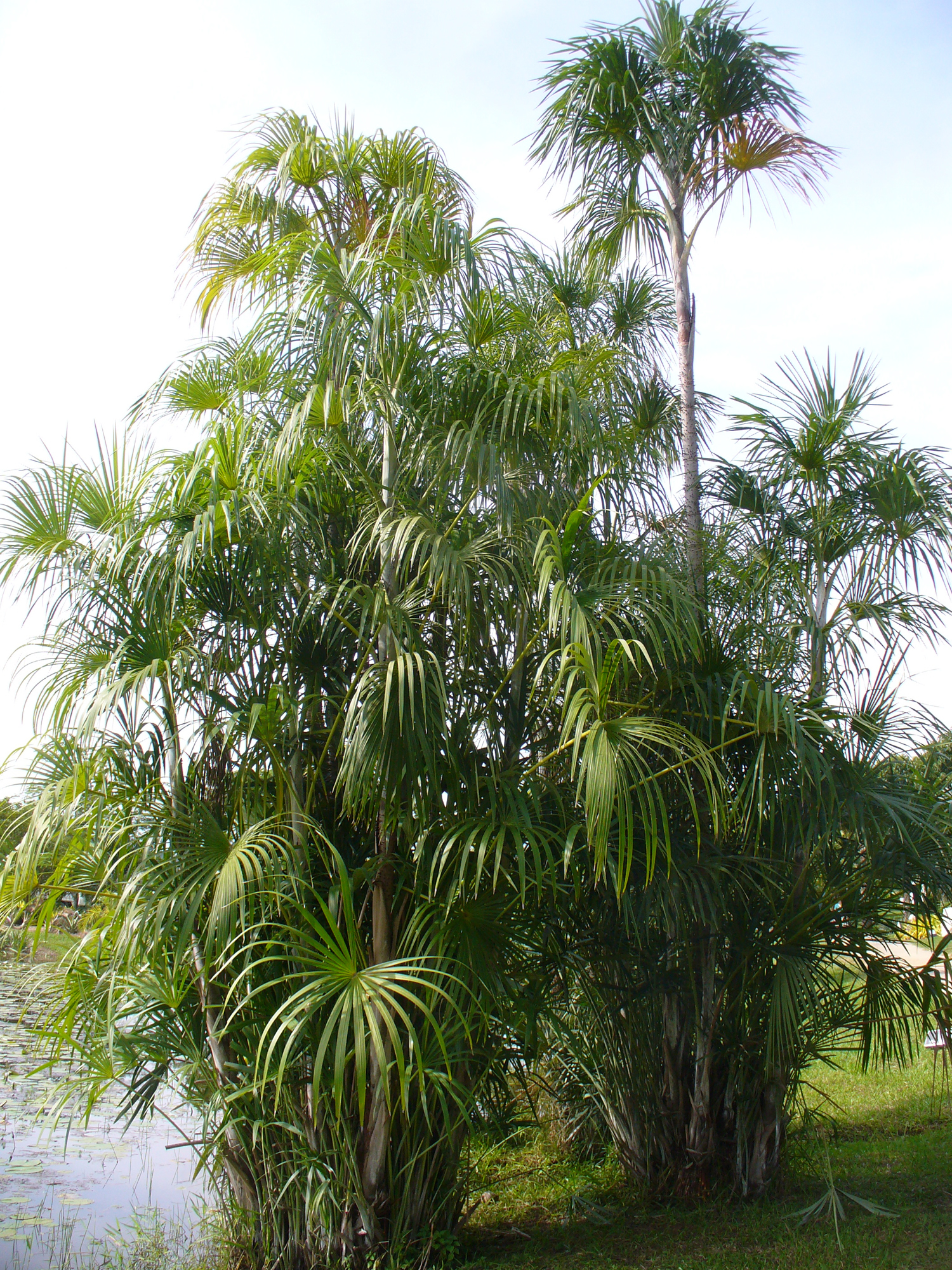
Mauritiella armata .
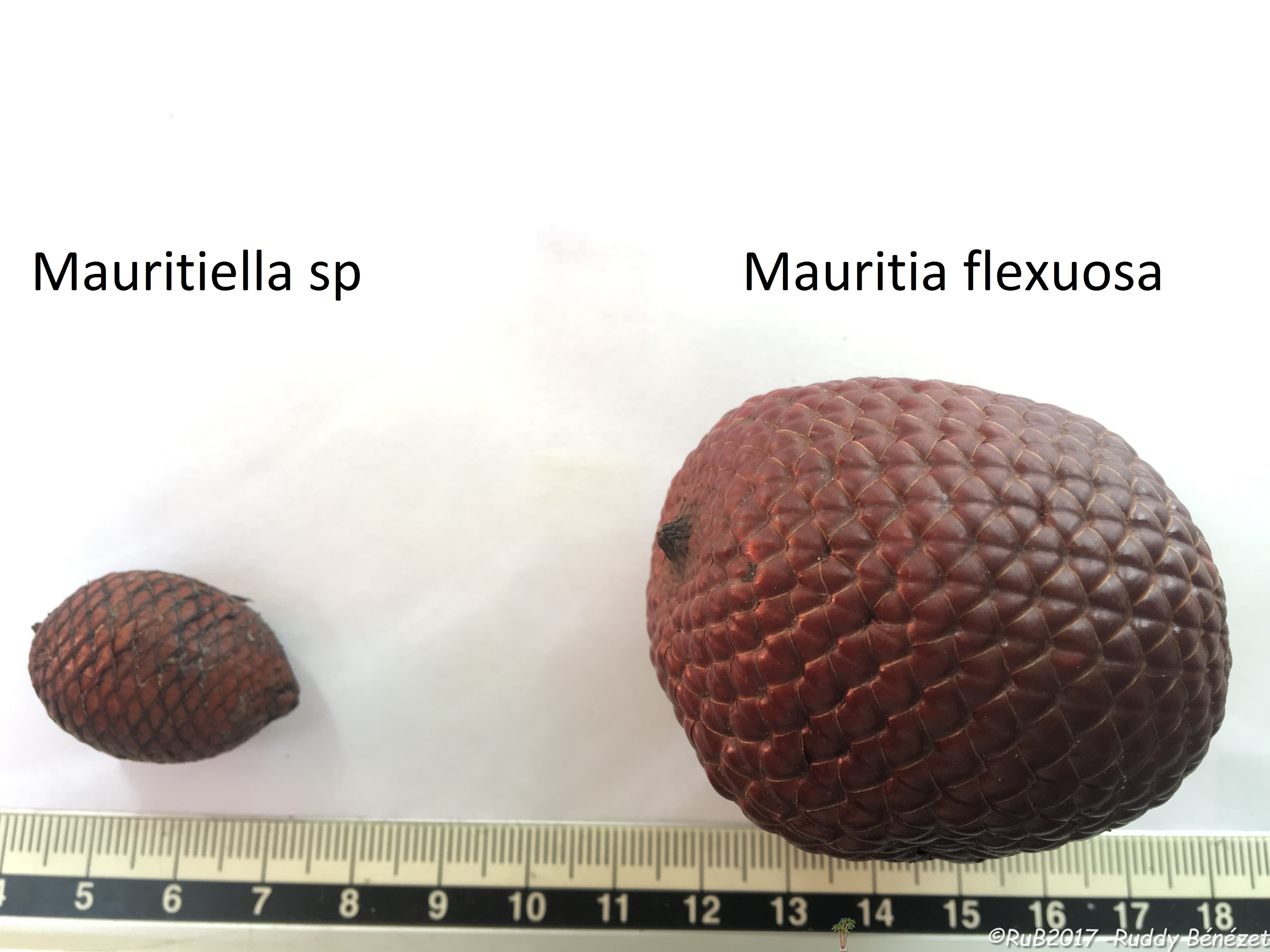
graine de Mauritiella vs Mauritia .
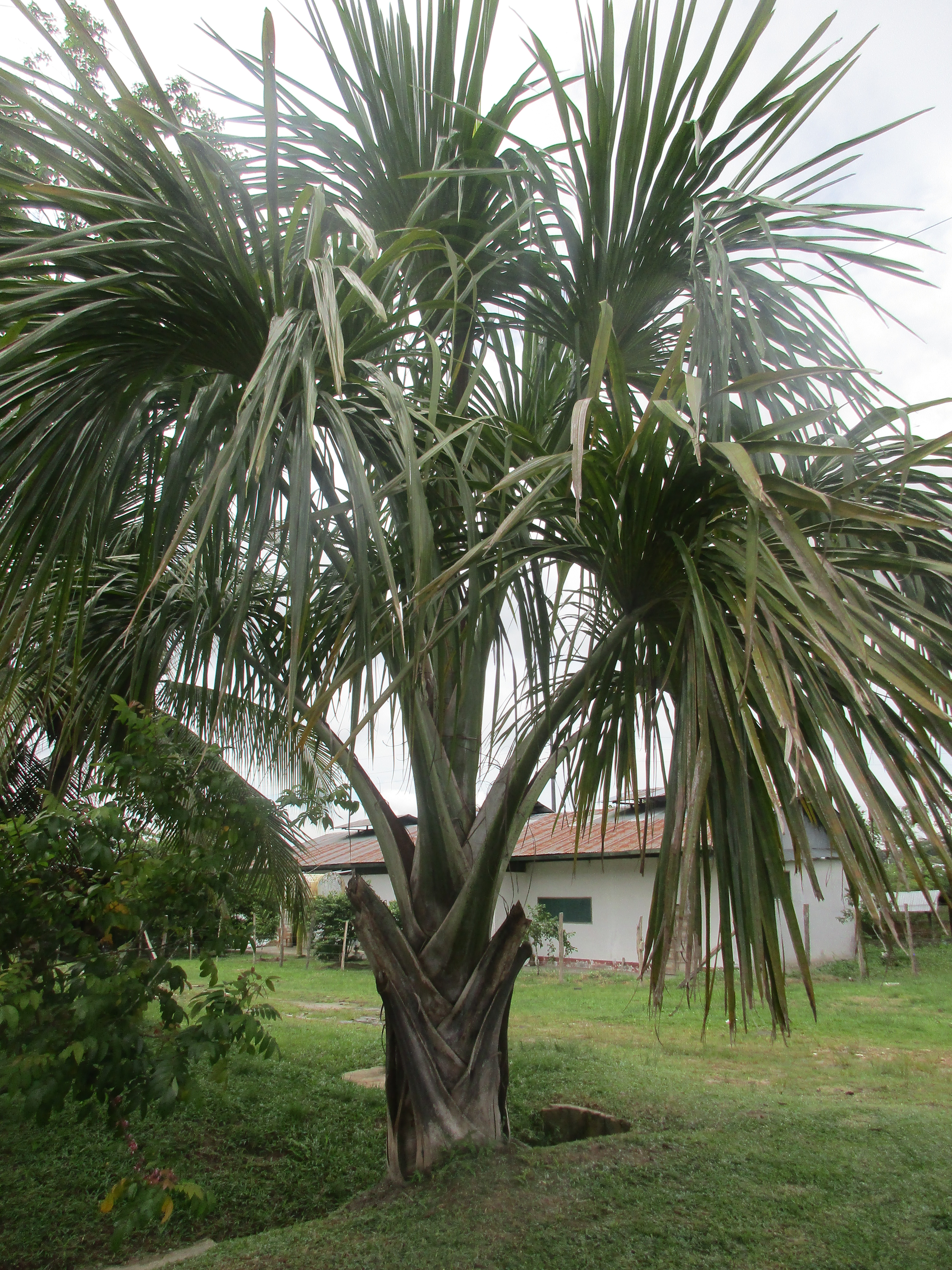
Mauritia carana .